# Benito Loygorri
Benito Loygorri Pimentel, (Biarritz, -Francia-, 4 de septiembre de 1885 - Madrid, 1 de febrero de 1976), fue un ingeniero y pionero de la aviación español. Fue hermano del ilustrador José Loygorri.

## Trayectoria
A los 18 años vio volar a los Hermanos Wright en Pau y Le Mans. El 30 de agosto de 1910, se convirtió en el primer español en conseguir el título de piloto de la FAI (Federación Aeronáutica Internacional) a bordo de un biplano modelo Henri Farman con motor Gnome 50CV, en la escuela Voisin de la localidad francesa de Mourmelon-le-Grand, cerca de Reims.
Su primer vuelo oficial lo realizó el 13 de marzo de 1921 en el Aeródromo de Cuatro Vientos, a bordo de su Farman y acompañado del ilustre Emilio Herrera.
A finales de la década de 1910 sufrió un accidente en Bridgeport, Estados Unidos, que hizo que abandonase la aviación, centrándose en su carrera de ingeniero. 
En 1912 fue contratado para hacer demostraciones de vuelo en la Feria de Llerena, provincia de Badajoz (Extremadura-España).
Trabajó en Cuba en una fábrica de azúcar hasta mediado el 1918. Desde allí pasó a México y entró en la Escuela de Aviación Civil Mexicana donde colaboró con las promociones que allí se formaban. 
En 1921 regresó nuevamente a España para reanudar los negocios de automóviles pero su estancia fue corta. Volvió a Estados Unidos y empezó a trabajar en el departamento de venta y exportaciones de la General Motors, a cuya corporación estuvo vinculado hasta su jubilación en 1950. En estos años montó la fábrica de Montevideo, regresó a España y dirigió la planta de Barcelona hasta su desaparición, ocurrida en la década de los treinta.